# Pedro Gutierrez (Politiker)
Pedro Gutierrez ist ein uruguayischer Politiker. 
Gutierrez, der der Partido Nacional angehört, saß in der 44. Legislaturperiode als stellvertretender Abgeordneter für das Departamento San José vom 14. bis zum 31. Oktober 1998 in der Cámara de Representantes.